# Lineopselloides albilineus
Lineopselloides albilineus är en djurart som tillhör fylumet slemmaskar, och som beskrevs av Gibson 1990. Lineopselloides albilineus ingår i släktet Lineopselloides och familjen Lineidae. Inga underarter finns listade i Catalogue of Life.